# NGC 7699
NGC 7699 este o galaxie situată în constelația Peștii. A fost descoperită în 18 noiembrie 1864 de către Albert Marth.